# Hszi-ho

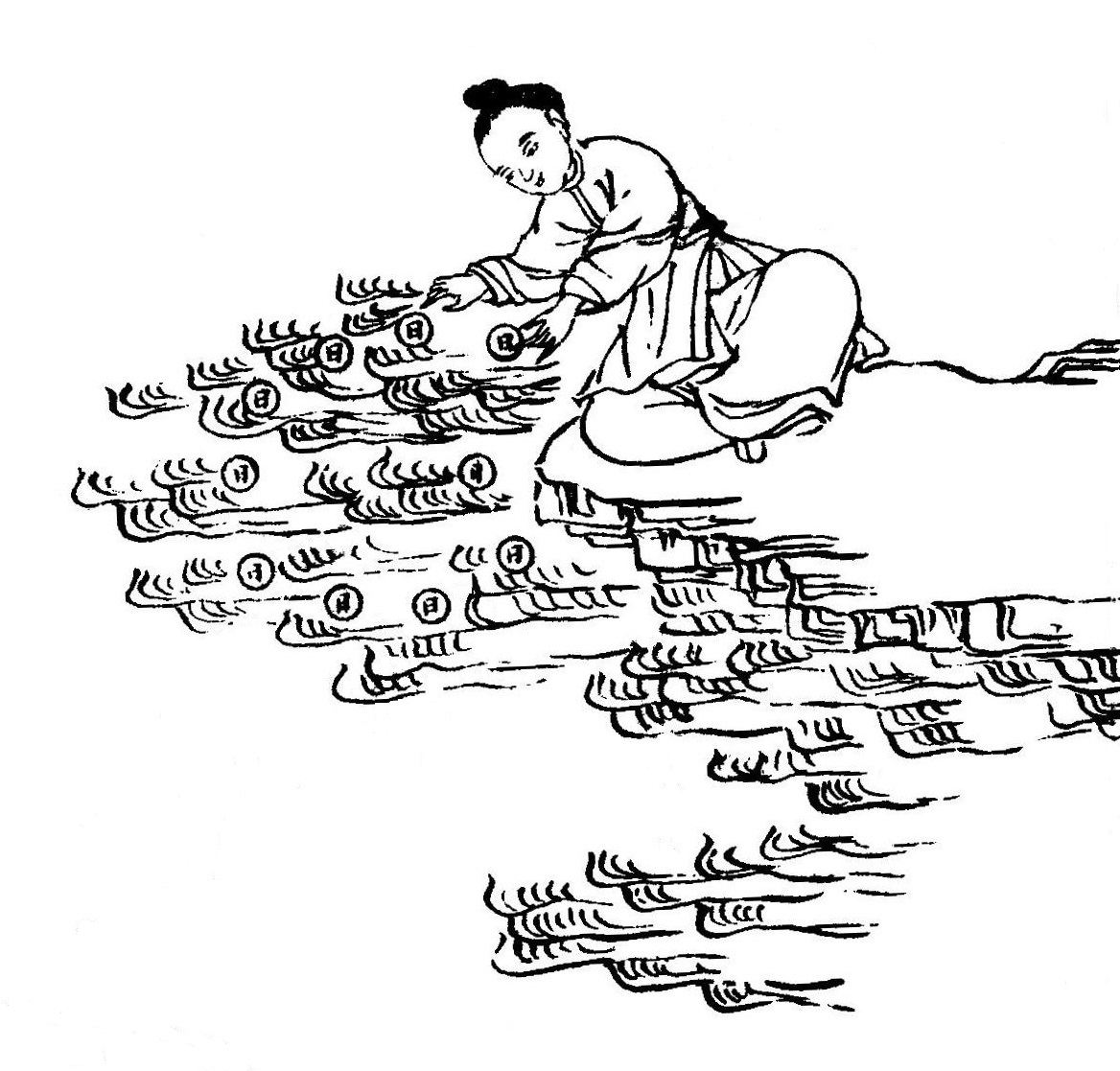
A 10 Napot fürösztő Hszi-ho (Xihe) ábrázolása a Hegyek és vizek könyve egyik fametszetes illusztrációján.

Hszi-ho (Xihe) a Napok fuvarosa az ókori kínai mitológiában. Más források szerint Ti-csün (Dijun) három felesége közül az egyik.

## Alakja, legendái
Hszi-ho (Xihe) alakjával kapcsolatban nem egységesek a kínai források. Van, amikor a Napot vagy Napokat szállító kocsisként jelenik meg. Ebben a formában szerepel például Csü Jüan (Qu Yuan) költeményében, a Száműzetésben is, aki Nap hintóján utazó költőt szállítja.
A Hegyek és vizek könyvében pedig az áll: „Az édes források között található Hszi-ho (Xihe) országa, ahol Hszi-ho (Xihe) asszonya él, aki a Napokat az édes forrásban füröszti.”
Igen elterjedt az a legendaváltozat, amely szerint Hszi-ho (Xihe) Ti-csün (Dijun) főisten egyik felesége, aki tíz Napot szült neki. Egy másik legenda szerint Hszi-ho (Xihe) hat sárkány vontatta hintón szállította ki a tíz Nap-fiát az égre.